# 阿尼索
阿尼索是葡萄牙布拉加区的一个堂区。总面积4.93平方公里，总人口263人，人口密度53.3人/平方公里。